# Lea Sophie Kunst
Lea Sophie Kunst (* 18. Dezember 2001 in Varel) ist eine deutsche Beachvolleyballspielerin.

## Karriere
Kunst spielte zunächst Tennis, bevor sie durch ihre Mutter und Schwester zum Volleyball kam und ihre Karriere beim Vareler TB begann. Im Alter von elf Jahren spielte sie ihr erstes Beachvolleyballturnier. 2017 bildete sie ein Duo mit Anna-Lena Grüne. Grüne/Kunst wurden Vizemeister der U17 und U18. 2018 nahmen sie in Nürnberg an der Qualifikation zur Techniker Beach Tour 2018 teil. Bei der U19-Weltmeisterschaft in Nanjing kamen sie auf den neunten Platz. Anschließend wurden sie deutsche Meisterinnen der U18. Mit Svenja Müller gewann Kunst auch die Meisterschaft der U19. Anschließend wurden Müller/Kunst in Brünn U18-Europameisterinnen. 2019 spielte Kunst mit wechselnden Partnerinnen. Kunst/Müller wurden Neunte der U20-Europameisterschaft in Göteborg. Auf der Techniker Beach Tour 2019 erreichten sie in Sankt Peter-Ording ebenfalls den neunten Rang. In Fehmarn belegte Kunst mit Hanna-Marie Schieder den 13. Platz.
2021 war Nele Schmitt ihre Partnerin. Kunst/Schmitt belegten bei der U22-Europameisterschaft im österreichischen Baden Platz neun. Beim nationalen „King of the Court“-Turnier in Hamburg wurden sie Dritte. Über die German Beach Tour 2021 qualifizierten sie sich für die deutsche Meisterschaft in Timmendorfer Strand, bei der sie Platz dreizehn belegten. Anschließend nahmen sie an zwei 1-Stern-Turnieren der FIVB World Tour in den Niederlanden teil und belegten die Plätze drei (in Apeldoorn) und siebzehn (in Nijmegen).
Seit 2022 spielte Kunst an der Seite von Leonie Körtzinger. Bestes Ergebnis bei der German Beach Tour 2022 war ein dritter Platz in München. Bei der deutschen Meisterschaft erreichten sie den neunten Platz. Auf der World Beach Pro Tour gab es für die beiden mit Platz neun und Platz fünf bei den Challenge-Turnieren in Dubai vordere Platzierungen. Im Jahr 2023 gewannen Körtzinger/Kunst beide Stopps der German Beach Tour in Düsseldorf und wurden Zweite in Berlin. Bei der Europameisterschaft in Wien erreichten sie die K.-o.-Runde, in der sie gegen Laura Ludwig und Louisa Lippmann ausschieden. Bei der deutschen Meisterschaft erreichten Körtzinger/Kunst Platz vier.
2024 war zunächst Julia Sude ihre Partnerin. Die beiden Deutschen gewannen im Juni auf der World Beach Pro Tour das Future-Turnier auf dem griechischen Ios. Mit Melanie Paul erreichte Kunst auf der German Beach Tour 2024 in Kühlungsborn die Plätze zwei und fünf. Bei der Deutschen Meisterschaft 2024 erreichte sie mit Karla Borger Platz vier. Bei den Challenge-Events im November 2024 mit Anna-Lena Grüne erreichte Kunst in Haikou Platz 13, in Chennai Platz 19 und in Nuvali Platz sieben.
2025 spielt Kunst fest mit Melanie Paul. Im Mai erreichten die beiden beim ersten Stopp der German Beach Tour in Düsseldorf sowie beim Challenge-Event im chinesischen Xiamen jeweils Platz drei. Das Turnier in Hamburg Ende Mai/Anfang Juni gewannen Kunst/Paul. Nach einem neunten Platz beim Challenge in Stare Jabłonki erreichten sie im Juli auf den beiden Turnieren der German Beach Tour in München die Plätze drei und eins.
Für die Beachvolleyball Europameisterschaften 2025 in Düsseldorf waren Kunst/Paul qualifiziert. Kurz vor der EM wurde Melanie Paul jedoch vom FIVB die Spielberechtigung für Deutschland aberkannt. Nach den, kurz vor der EM verschärften, Regeln des FIVB ist Chile ihre 'Federation of Origin'.